# 陳名揚
陳名揚（Benson Chan）畢業於順德聯誼總會梁銶琚中學，在中學會考考獲優異成績，獲香港中文大學系統工程系錄取。畢業後成為辦公室文儀用品推銷員，並於2010年開始利用從澳洲學來的水耕技術，在元朗開設 Rainbow Hydroponic Farms（彩虹水耕農場）。農場生產沙律菜等，一時頗受歡迎，是故陳名揚Benson先後於荃灣、大埔、北角及紅磡開設門市，並主理推廣銷售運輸會計工作。2017年把農場業務發展至中國廣東。